# Български диалекти
Българските диалекти (също и български говори или български наречия) са регионалните говорими разновидности на българския език. Българската диалектология като наука, изучаваща българските диалекти, датира от 30-те години на XIX век с пионерската работа на Неофит Рилски „Българска граматика“ (1835 г.). Други известни изследователи в тази област са Марин Дринов, Константин Иречек, Любомир Милетич, Александър Теодоров-Балан и Стойко Стойков.
Българските диалекти са част от южнославянския диалектен континуум, свързани са на запад със сръбските диалекти, на юг граничат с албанските, гръцките и турските, а на север – с румънските диалекти.
Македонските диалекти се класифицират като разновидност (конкретен тип) на българските в старата езиковедска литература, като българските езиковеди и българското езикознание продължават да ги възприемат като такива. От втората половина на 20 век някои чужди автори възприемат конвенцията за третирането на македонските диалекти в рамките на Република Северна Македония като част от отделен македонски език, следвайки кодификацията на македонския като литературен стандартен език в рамките на Югославска Македония. Повечето съвременни лингвисти продължават да третират македонските диалекти като специфично български диалекти. Северномакедонските автори в отговор имат тенденцията да третират всички диалекти, говорени в географската област Македония, като част от македонската литературна норма, включително тези, говорени в границите на Република България. В тази статия македонските говори са отразени като част от българските диалекти заради тяхното близко в структурно отношение подобие и заради факта, че много от важните граници – като ятова граница, изоглоса на голяма носовка и т.н., пресичат и двете територии – както на Република България, така и на Република Северна Македония и Република Гърция.
Основна изоглоса, разделяща българските диалекти на източни и западни, е ятовата граница, която маркира различни изменения на старобългарската форма ят (ѣ), произнасяна като я ['a] или е на изток (бял, но бели) и само като е на запад от нея (бел, бели).

## Диалектни групи
Единствено в планинските райони границите между диалектите са сравнително ясни. В останалите райони местното население е размесено с пришълци, като това размесване е започнало още преди няколко века. При все това българските диалекти могат, макар и приблизително, да се разделят по следния начин (навсякъде, където са посочени имена на градове, се имат предвид само околностите на съответния град):
- Източни български говори (на изток от ятовата граница)
  - Мизийски говори (в миналото цялата Дунавска равнина от Черно море до река Искър, днес само на отделни места)
    - Шуменски говор (Шуменско)
    - Разградски говор (на отделни места край Разград, Попово, Белене, Русе, Тутракан, Силистра)

  - Балкански говори
    - Централен балкански говор (Ловешко, Троянско, Габровско, Севлиевско, Тревненско, Карловско, Казанлъшко, православните села по средното течение на Стряма, например Ръжево)
    - Котелско-еленско-дряновски говор (Котел, Елена, Дряново, но е размесен с други говори)
    - Панагюрски говор (Панагюрище)
    - Пирдопски говор (макар че Пирдоп е на изток от ятовата граница, този говор има предимно западни особености)
    - Тетевенски говор (Тетевен)
    - Източнобалкански (еркечки) говор (някога само селата Козичино и Голица, сега на редица места по долното течение на река Камчия и край Варна, Провадия, Нови Пазар, Балчик, Силистра)
    - Подбалкански говор (Сливенско, Ямболско, Бургаско, Новозагорско, Старозагорско, Чирпанско)
    - Преходни балкански говори (села край Луковит и на север от Елена).

  - Рупски говори
    - Източни рупски говори
      - Странджански говор (Странджа, Малкотърновско)
      - Тракийски говор (Първомайско, Хасковско, Харманлийско, Свиленградско, Тополовградско и Елховско)

    - Родопски говори
      - Смолянски говор (Смолян, Рудозем, Ксанти, Гюмюрджина)
      - Широколъшки говор (селата Широка Лъка, Върбово и Стойките)
      - Хвойненски говор (селата Хвойна, Павелско, Бачково, Нареченски бани, Дедово, Малево, Оряхово и др.)
      - Чепински говор (Велинград и селата Драгиново, Дорково, Костандово и Ракитово)
      - Павликянски говор (българските католици край Пловдив, Раковски, Свищов, Никопол)
      - Златоградски говор (Златоград и селата Старцево, Неделино и др.)

    - Западни рупски говори (на запад от Родопите до ятовата граница
      - Бабяшки говор (селата Бабяк, Краище, Лютово, Цветино и др.)
      - Разложки говор (областта Разлог)
      - Гоцеделчевски говор (Гоцеделчевско)
      - Драмско-серски говор (Драмско и Сярско)
      - Солунски говор (Солунско)
- Западни български говори (на запад от ятовата граница)
  - Северозападни говори
    - Белослатинско-плевенски говор (Белослатинско, западно Плевенско; въпреки че е на запад от ятовата граница, този говор има редица източни особености)
    - Видинско-ломски говор (Видинско, Ломско)

  - Преходни говори
    - Трънски говор (Трънско)
    - Брезнишки говор (Граово)
    - Белоградчишки говор (Белоградчишко, преселници във Видинско и Ломско)
    - Царибродски говор (Царибродско)
    - Босилеградски говор (Босилеградско)
    - говорите около Крива паланка, Кратово и Куманово, които в македонската диалектология се наричат северни говори

  - Югозападни говори
    - Северна група югозападни говори
      - Ботевградски говор (Ботевградско и Етрополско поле)
      - Врачански говор (селата около град Враца)
      - Ихтимански говор (Ихтиманско поле, по река Марица стига до Пазарджик)
      - Елинпелински говор (източната част на Софийското поле)
      - Софийски говор (западната част на Софийското поле)
      - Самоковски говор (Самоковско поле)

    - Централна група югозападни говори
      - Дупнишки говор (Дупнишко поле и Разметаница)
      - Кюстендилски говор (Кюстендилско поле)
      - Благоевградски говор (Благоевградско)
      - Петрички говор (Петричко, Санданско)
      - Малешевски говор (Делчево, Пехчево, Берово, Радовиш, Струмица, Щип)
      - Средномакедонски говори
        - Велешки говор (Велес)
        - Прилепско-мариовски говор (областите Тиквеш, Мариово и района на Прилеп)
        - Битолски говор (Битоля)

    - Югозападни преходни говори
      - Пиянешки говор (областта Пиянец)
      - Каменишки говор (областта Каменица)
      - Краешки говор (областта Кюстендилско Краище)

    - Крайни югозападни говори
      - Долновардарски говори
        - Гевгелийски говор (Гевгели)
        - Дойрански говор (Дойран)
        - Кукушко-воденски говор (Кукуш, Енидже Вардар, Воден)

      - Дебърски говор (Дебърско поле, Жупа, Голо бърдо, Дримкол, Горна река, Долна река)
      - Охридско-стружки говор (Охрид, Струга)
      - Преспански говор (Горна и Долна Преспа)
      - Корчански говор (Бобощица и Дреново, край град Корча)
      - Костурски говор (Кореща, Пополе, Нестрамско, Костенария)
      - Лерински говор (Лерин)
- Български говори на преселници извън пределите на българското езиково землище.
  - Български говори в бившия Съветски съюз.
  - Български говори в Румъния.
    - говорът на банатските българи
    - българските говори във Влашко
    - говорът на седмоградските българи

  - Българските говори в Мала Азия (малоазийски българи)

Съгласно картата на диалектната делитба на българския език, съставена през 2014 година от Секцията по диалектология и лингвистична география на Института за български език към Българската академия на науките, на територията на българското езиково землище съществуват следните говори:
- Източни български говори
  - Североизточни говори
    - Мизийски (източномизийски говори)
      - Шуменски говор (или Плиско-преславски)
      - Съртски говор
      - Гребенски говор
      - Капански говор

    - Балкански говори
      - Централен балкански говор (или Габровско-ловешко-троянски)
      - Котелско-еленско-дряновски говор
      - Еркечки говор
      - Пирдопски говор
      - Панагюрски говор
      - Тетевенски говор

    - Подбалкански говори
      - Западен подбалкански говор
      - Източен подбалкански (сливенски) говор

  - Югоизточни говори
    - Източнорупски (странджански) говори
      - Странджански говор
      - Факийска група говори

    - Източнорупски (тракийски) говори
      - Ксантийски говор
      - Гюмюрджински говор
      - Димотишки говор
      - Софлийски говор
      - Дедеагачки говор
      - Одрински говор
      - Лозенградски говор
      - Северни тракийски говори
      - Бабаескийски говор
      - Узункьоприйски говор
      - Кешански говор
      - Бунархисарски говор
      - Визенски говор
      - Чаталджански говор
      - Малоазийски говори

    - Среднорупски (родопски) говори
      - Смолянски (централен родопски) говор
      - Широколъшки говор
      - Хвойненски говор (Говор на Ропката)
      - Златоградски говор
      - Павликянски говор
      - Тихомирски говор
      - Девесилски говор
      - Чепински говор
      - Чечки говор

    - Западнорупски говори
      - Солунски говор
      - Драмски говори
      - Серски говори
      - Гоцеделчевски говор
      - Разлошки говор
      - Бабяшки говор
- Западни български говори
  - Северозападни говори
    - Същински северозападни (западномизийски) говори
      - Белослатинско-плевенски говор
      - Видинско-ломски говор
      - Западнософийски говор

    - Крайни северозападни говори
      - Белоградчишки говор
      - Моравски говори
      - Царибродски говор
      - Брезнишки говор
      - Трънски говор
      - Босилеградски говор
      - Кумановско-кратовски говор
      - Скопско-църногорски говор
      - Тетовски говор

  - Югозападни говори
    - Същински югозападни говори
      - Велешко-прилепско-битолски говор
      - Мариовски говор
      - Неготински говор
      - Щипско-радовишки говор
      - Благоевградски говор
      - Кюстендилски говор
      - Дупнишки говор
      - Самоковски говор
      - Ихтимански говор
      - Източнософийски (елинпелински) говор
      - Ботевградски говор
      - Врачански говор

    - Крайни югозападни говори
      - Гевгелийски говор
      - Кукушко-воденски говор
      - Костурски говор
      - Лерински говор
      - Корчански говор
      - Преспански говор
      - Радожевско-вевчански говор
      - Охридско-стружки говор
      - Дебърско-галичнишки говор
      - Рекански говор
      - Гостиварски говор

  - Други
    - Горански говор (част от крайни северозападни и крайни югозападни)

## Класификации
Морфологическата категория определеност/неопределеност е една от типологичните особености на българския език. Върху нея съществуват множество научни разработки, отнасящи се до книжовния език, но тя има и голямо значение за изследванията на диалектно равнище. Множество говори се различават по определителния член и по типовете системи за членуване.